# Unterbreizbach
Unterbreizbach là một đô thị trong huyện Wartburg ở bang Thüringen, Đức. Đô thị này có diện tích 30 km².